# Ambrogio Agius

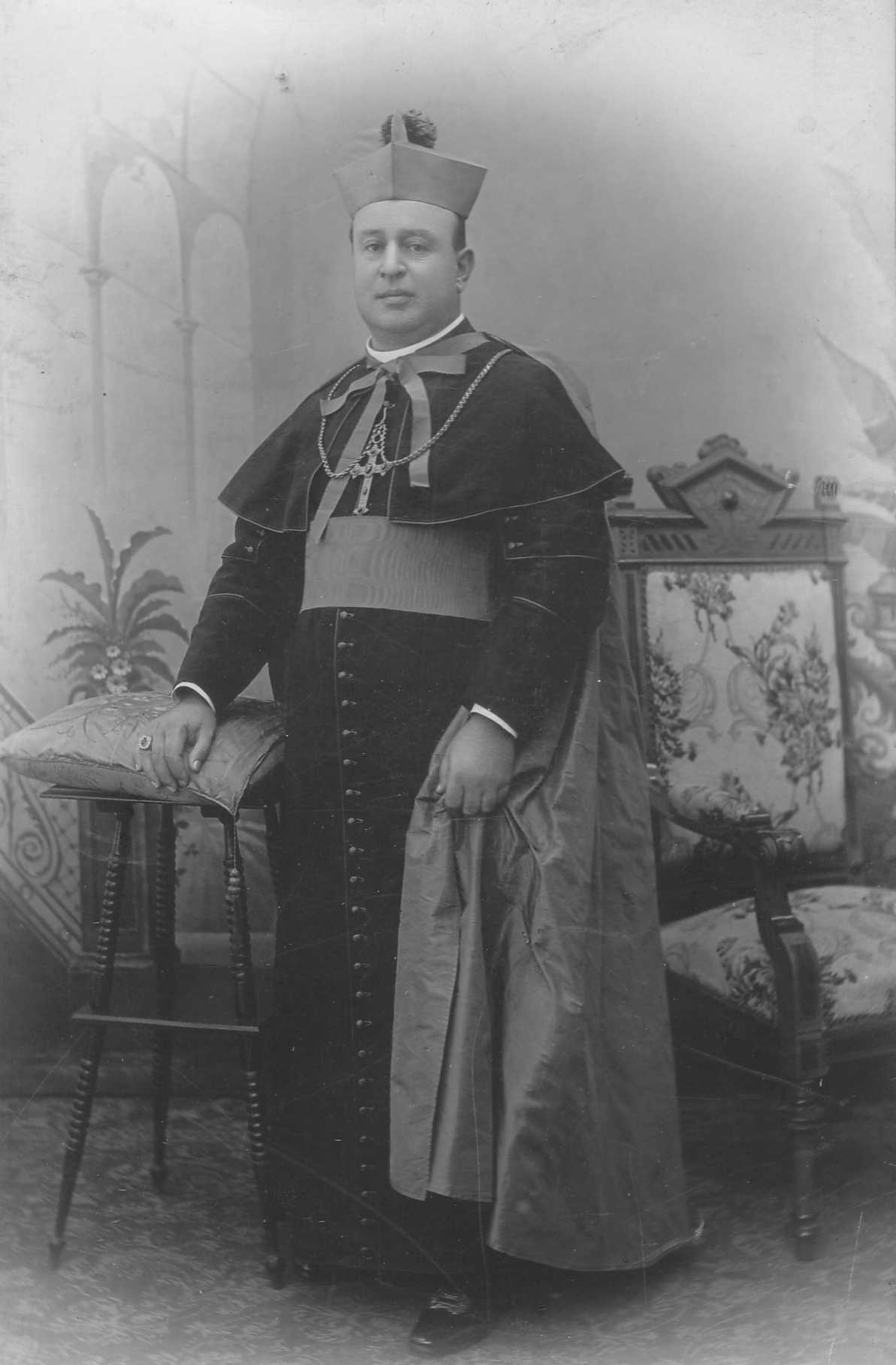
Ambrogio Agius

Ambrogio Agius OSB (* 17. September 1856 in Malta; † 12. Dezember 1911) war ein maltesischer Ordensgeistlicher und römisch-katholischer Erzbischof und Diplomat des Heiligen Stuhls.

## Leben
Ambrogio Agius trat der Ordensgemeinschaft der Benediktiner bei und empfing am 16. Oktober 1881 das Sakrament der Priesterweihe.
Am 3. September 1904 ernannte ihn Papst Pius X. zum Titularerzbischof von Palmyra und bestellte ihn zum Apostolischen Delegaten auf den Philippinen. Kardinalstaatssekretär Rafael Merry del Val spendete ihm am 18. September desselben Jahres die Bischofsweihe; Mitkonsekratoren waren Titularerzbischof Edmund Stonor, und der Erzbischof von New Orleans, Placide Louis Chapelle.